# Parascutigera dahli
Parascutigera dahli är en mångfotingart som beskrevs av Karl Wilhelm Verhoeff 1904. Parascutigera dahli ingår i släktet Parascutigera och familjen spindelfotingar.
Artens utbredningsområde är Papua Nya Guinea. Inga underarter finns listade i Catalogue of Life.